# Finlandia
Finlandia op. 26 je simfonijska poema finskog skladatelja Jeana Sibeliusa. Prvotno se kao 6. stavak s naslovom "Buđenje Finske" nalazila u sastavu glazbe napisane za proslavu Dana tiska 1899. godine. Prerađena u samostalnu poemu, premijerno je pod imenom "Domovina" izvedena 2. srpnja 1900. godine u Helsinkiju. Smatra se neslužbenom finskom himnom.

## Nastanak
Jean Sibelius (rodno ime Johan Julius Christian Sibelius) bio je finski skladatelj i violinist iz razdoblja kasnog romantizma na prelasku u modernu. Studirao je glazbenu teoriju, kompoziciju i violinu u Helsinkiju, Berlinu i Beču. Njegov opus obuhvaća 116 djela u raznim žanrovima: 7 simfonija, 13 simfonijskih poema, niz vokalno-instrumentalnih djela, djela komorne glazbe te dva baleta i dvije suite.
Od 1809. godine Finska je bila u sastavu Ruskog Carstva. Zaoštravanje ruske cenzure tiska krajem 19. stoljeća vodilo je sve češćim protestima. Protesti su uključivali i proslave Dana tiska na kojima su izvođene kazališne predstave, a prihod je išao novinarskom mirovinskom fondu.
Za izvedbu "živih slika finske povijesti i mitologije" na glavnoj proslavi Dana tiska 1899. godine Sibelius je 4. studenoga napisao glazbu koja se sastojala od uvertire i šest slika u kojima je opisao scene iz povijesti Finske:
- Uvertira
- Väinämöinenova pjesma
- Krštenje Finaca
- Vojvoda Ivan od Östergötlanda u zamku Turku
- Finci u tridesetogodišnjem ratu
- "Velika mržnja" (odnosi se na ruske represalije u Velikom sjevernom ratu)
- Buđenje Finske

Iz te je glazbe Sibelius kasnije izdvojio suitu Povijesne scene I, op. 25 (Scènes historiques I), a 6. sliku "Buđenje Finske" izdvojio je i preradio u Simfonijsku poemu "Domovina" op. 26.
Premijera poeme održana je 2. srpnja 1900. u Helsinkiju, dirigent je bio Robert Kajanus. Ruske vlasti zabranile su njeno izvođenje, tako da je Sibelius poemu izvodio pod raznim imenima. U studenome je Sibelius skladbu preradio za klavir i tom prilikom ju nazvao današnjim imenom "Finlandia".
Himnu iz drugog dijela poeme Sibelius je kasnije izdvojio u samostalnu skladbu "Himna Finlandia" i ta skladba, s riječima koje je 1941. napisao finski pjesnik Veikko Antero Koskenniemi, postala je jedna od najznačajnih finskih nacionalnih pjesama. I u poemi himnu ponekad pjeva zbor.

## O glazbi
Orkestracija: 2 flaute, 2 oboe, 2 klarineta, 2 fagota, 4 horne, 3 trube, 3 trombona, tuba, timpani, udaraljke, gudači
Tonalitet: As-dur
Skladba je jednostavačna, a sastoji se od dvije cjeline.
1. Andante sostenuto
2. Allegro moderato, Allegro

Snažnom pretećem naletu limenih puhača odgovaraju drveni puhači uvodeći uzvišenu, "svetu" melodiju, a gudači dodaju humaniji ton. Poslije sporog uvoda, tempo se ubrzava, a limeni puhači dočaravaju fanfare i borbeni duh. Drveni puhači počinju mirnu, svečanu himnu, koju prihvaćaju gudači. Opet se vraćaju limeni puhači, pojačavaju tempo i uz temu himne vode melodiju u trijumfalno finale.
Trajanje poeme je oko 9 minuta.

## Utjecaj
Sibelius i Kajanusov orkestar izvodili su poemu na europskoj turneji, koja je završena na svjetskoj izložbi u Parizu 1900. godine, čime je Europa upoznala Sibeliusa i finsko nacionalno pitanje. Finlandia je brzo postala dio finske nacionalne svijesti.
Finlandia je postala popularna u svijetu i napravljeni su mnogi njeni aranžmani, kao na primjer za vojni orkestar ili verzija sa zborom. Himna iz Finlandije je u svijetu pjevana uz razne tekstove, na što je Sibelius negodovao, ali je i sâm na kraju napisao verziju za muški zbor koja je uključena u djelo Masonska ritualna glazba op. 113.